# Leptobasis melinogaster
Leptobasis melinogaster é uma espécie de libelinha da família Coenagrionidae.
Pode ser encontrada nos seguintes países: México e nos Estados Unidos da América.
Os seus habitats naturais são: rios intermitentes.